# كولبي أودونيس
كولبي أودونيس (بالإنجليزية: Colby O'Donis)‏ اسمه كولبي أودونيس كولون (بالإنجليزية: Colby O'Donis Colón)‏ ولد في 14 مارس 1989 هو مغني بوب وار اند بي أمريكي وكاتب اغاني وعازف غيتار وممثل. في 2008 طرح أول البوم له بعنوان colby o واغنية what you got مع إيكون وحققت نجاحا كبيرا. وشارك في أغنية just dance للايدي غاغا.
اما حياته ولد في مدينة نيويورك في الولايات المتحدة الأمريكية امه اسمها اولغا هي مغنية أيضا اصلها من بورتوريكو واما والدها اسمه فريدي كولون.

## روابط خارجية
- كولبي أودونيس على موقع IMDb (الإنجليزية)
- كولبي أودونيس على موقع روتن توميتوز (الإنجليزية)
- كولبي أودونيس على موقع ميوزك برينز (الإنجليزية)
- كولبي أودونيس على موقع أول ميوزيك (الإنجليزية)
- كولبي أودونيس على موقع ديسكوغز (الإنجليزية)
- كولبي أودونيس على موقع قاعدة بيانات الفيلم (الإنجليزية)